# Anita (geslacht)
Anita is een geslacht van vlinders van de familie tandvlinders (Notodontidae).

## Soorten
- A. albipalpis Draudt, 1933
- A. basipuncta Schaus, 1901
- A. definita Dognin, 1922
- A. divisa Schaus, 1901
- A. essequeba Schaus, 1920
- A. galibensis Schaus, 1906
- A. gigas Rothschild, 1917
- A. lassa Schaus, 1906
- A. minima Draudt, 1933
- A. nadiae Thiaucourt, 1984
- A. norella Schaus, 1906
- A. syrta Schaus, 1906